# Атарган (посёлок)
Атарган — упразднённый посёлок Ольского района Магаданской области России. Упразднён в 2004 году.

## Этимология
Название происходит от эвенского слова этэргэн — муравей. Очертания косы, на которой был расположен посёлок, сверху напоминают муравья.

## География
Располагался на узкой каменистой косе в Ольском лимане на расстоянии 7,5 км к востоку от районного центра Ола. 

## История
Возле Атаргана существовало поселение древнекорякской археологической культуры X- начала XIII века, которое исследовал археолог Р. С. Васильевский в конце 1950-х годов. Поселение состояло из чуть менее сорока жилищ и было сожжено в ходе вооруженного конфликта, предположительно коряков с эвенами.
Возник на побережье Охотского море в начале 1930-х годов как рыболовная база Арманского промхоза.
Во время Дальстроя здесь находились рыбные промыслы, в которых работали сотрудники Ольского рыбпромхоза.
В 1953 году началось строительство рыбзавода, который входил в состав Ольского рыбокомбината. На рыбозаводе перерабатывали сельдь и рыбу лососёвых видов. Летом рыбу потрошили, резали и солили, а осенью соленую рыбу в бочках отправляли морем в Олу и Магадан.
В 1967 году завод состоял из девяти посольных цехов с производительностью до 42-х тысяч центнеров рыбы.
К концу 1960-х годов в посёлке в летнее время находилось до 300 человек сезонных рабочих рыбзавода, часть из которых селилась в Атаргане на постоянное жительство, обзаводилось домами, хозяйством и огородами. В посёлке действовали детский сад, начальная школа, клуб, столовая, баня, три общежития для сезонных рабочих. Электричеством Атарган обеспечивала дизель-электростанция. Административно Атарган подчинялся Ольскому поселковому совету.
В 1971 году в Охотском море был ограничен лов сельди, и загрузка рыбзавода в Атаргане резко сократилась. 
Окончательно предприятие прекратило работу в начале 1990-х годов, оставшиеся жители переселились в пос. Ола или выехали за пределы района.
Упразднён в 2004 году Решением Ольской районной думы от 29 декабря 2003 года вместе с населёнными пунктами Новостройка и Сахарная Головка Ольского района.

## Инфраструктура
Основа экономики — рыболовное хозяйство.

## Транспорт
Автомобильное сообщение с райцентром возможно только по льду лимана зимой и ранней весной. В остальное время — только водным путём (катера, моторные и гребные лодки).